# Tony Igy
Anton Aleksandrovich Igumnov (Kamensk-Shakhtinsky, 6 de junho de 1985), mais conhecido como Tony Igy, é um artista russo de música eletrônica. Ele ficou conhecido pelo sucesso "Astronomia", que foi lançado originalmente em 2010. Uma versão remix de "Astronomia", do duo Vicetone, de 2014, se tornou um fenômeno mundial em abril de 2020 através do meme Dancing Pallbearers.

## Discografia

### Álbuns
- Get Up (2013)[2]
- You Know My Name (2019)[3]

### Extended plays
- This Is My Gift and This My Curse (2010)
- It's Beautiful... It's Enough (2017)[4]

### Singles
2010

- "Astronomia" (Free-Track)

2014

- " Astronomia " (Free-Track; com Vicetone)[5]

2015

- "Run Away" (feat. Bella Blue)
- "Open Fire"

2016

- "Don't Turn Around" (feat. Syntheticsax)
- "Nelly"
- "Day in Day Out" (com X-Chrome)

2017

- "Caruna"
- "Because of You"
- "Another"
- "Nuera"
- "Let’s Run"
- "I Can See"
- "For You Special"
- "The Dust"
- "Starlight"
- "Sentiment"
- "Misterio"
- "Meduzza"
- "I Wanna See You Now"
- "Civik"
- "The One for Me"
- "Playing"
- "Island"
- "Change"

2018

- "Yes I Do"
- "Show You How"
- "Roscoe’s (Shout Louder)"
- "Take Me Away" (com Gio Nailati feat. Hoshi Soul)

2020

- "Street Sadness"